# Мур, Остин
Остин Мур (англ. Austyn Moore, род. 6 мая 1981 года) — американская порноактриса.
Мур снималась для Hustler, Oui, Cheri, Playboy, High Society и других мужских журналов. С 2005 года начала сниматься в порнофильмах для компаний Adam & Eve и Hustler. Мур также была одной из ведущих передачи на радио KSEX и снялась для передачи Fresh Baked Video Games телеканала Spike TV.

## Премии и номинации
- 2006 FAME Award — Rookie Starlet of the Year[2]
- 2007 номинация на AVN Award в категории «Лучшая актриса — видеo» (Tailgunners)[3]
- 2007 номинация AVN Award в категории — Лучшая сцена мастурбации — Jesse Jane: All-American Girl

## Фильмография
- Пираты (2005) — Анджелина
- University Of Austyn 1 (2005)
- Contractor 1 (2005)
- Search for Adam and Eve (2006)
- University Of Austyn 2 (2006)
- Tailgunners (2006)
- Snatch (2006)
- Headmaster 2 (2006)
- Carmen & Austyn (2006)